# Recherche clinique infirmière
La recherche clinique infirmière est une discipline des soins infirmiers, relevant du rôle propre infirmier. Son activité se centre sur la mise en théorie de concepts de soins en lien avec les courants de pensée infirmière actuels.

## Historique
Cette notion attenante à la science infirmière, est utilisée afin de décrire les évidences et les faits relevés dans le cadre de la pratique des soins infirmiers dans les différents domaines de la santé.
La recherche clinique infirmière s'est développée au travers du temps, des premières interventions de Florence Nightingale jusqu'à ce jour, où beaucoup d'infirmières, comme Martha Rogers ou Rosette Poletti travaillent en tant que chercheuses dans certaines universités afin de proposer des modèles de soins infirmiers utilisés lors de la réalisation d'un soin de santé.
L'éducation thérapeutique infirmière en particulier, met l'accent sur l'usage de preuves issues de la démarche de recherche afin de rationaliser les interventions en soins infirmiers à la manière de l'evidence based medicine.
La recherche clinique infirmière a pour but d'élaborer des études qui permettent de modifier les pratiques en les modifiant et les améliorant. Elle peut porter sur des individus, des groupes ou des populations de plus grande taille.
Les thématiques des recherches portent autant sur la philosophie et l'éthique des soins, que sur la sécurité des patients, des problématiques de santé publique à des niveaux communautaires, les technologies de soins, les processus d'interactions existant dans les soins, la prévention et la promotion de la santé.

## Procédés
La recherche clinique infirmière s'intéresse principalement à deux des domaines des méthodes scientifiques :
- la méthode quantitative : basée sur le paradigme du positivisme logique. Elle est centrée sur les résultats pour la personne qui sont mesurables, la plupart du temps à l'aide de diagrammes de soins décrits lors de l'évaluation infirmière. La méthode scientifique dominante est l'essai clinique randomisé.

Des enquêtes quantitatives cherchant à mettre en évidence des facteurs de causalité ou des liens entre des évènements de soins peuvent aussi être réalisées. La méthode repose alors sur l'épidémiologie. Le traitement des données se fait par l'analyse statistique.
- la méthode qualitative : basée sur le paradigme de la phénoménologie, de la grounded theory et de l'ethnographie. Elle examine l'expérience de santé de ceux à qui sont prodigués le soin infirmier, se recentrant en particulier sur les valeurs de chaque individu. Les méthodes de recherches les plus couramment utilisées sont l'interview, l'étude de cas et les réunions de consommateurs[1].Elle s'intéresse également par l'observation in-situ aux pratiques professionnelles de soins réellement mises en œuvre en fonction du mandat infirmier. Elle utilise alors une observation empirique des pratiques par la méthode de l'observation participante issues de l'ethnographie.